# Новоборовське джерело
Новоборовське джерело — гідрологічна пам'ятка природи розташована на території села Новоборове, Старобільського району, на північ від села, у підніжжя правого схилу долини річки Гнила Плотва. Площа 0,1 га.

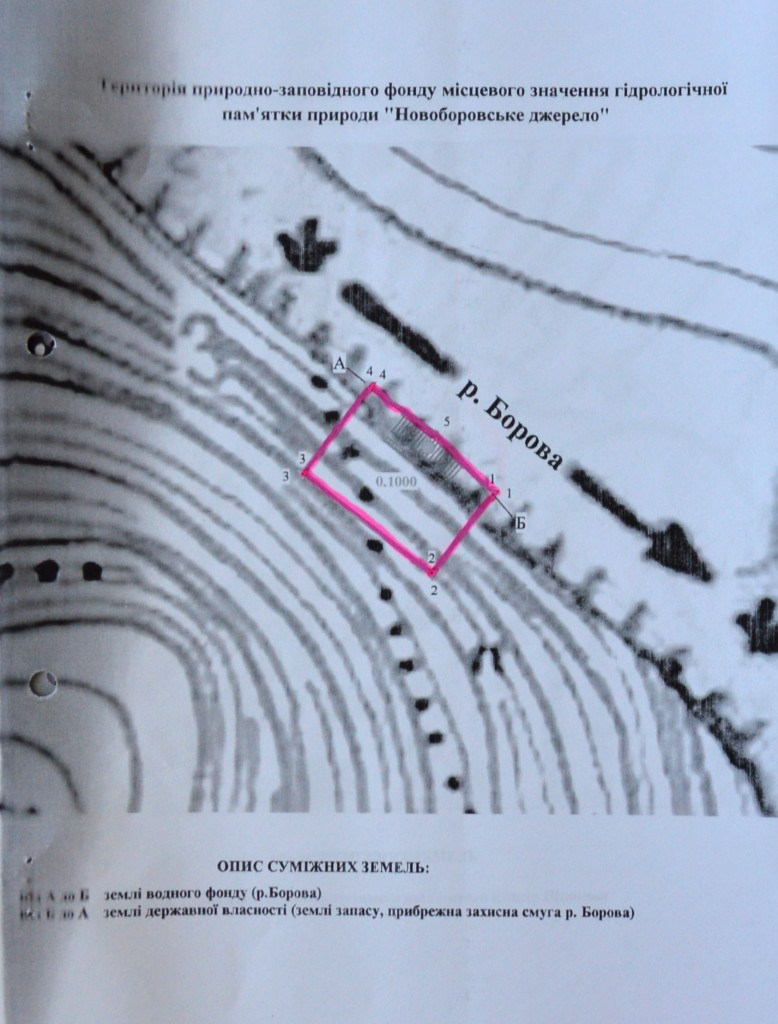
Гідрологічна пам'ятка природи місцевого значення «Новоборовське джерело»

Джерело низхідне, не каптове. Дебіт 10 л/ сек. Водоутримуюча порода: тріщинувата зона верхньої крейди.
Джерело живить річку Гнила Плотва, що впадає в р. Борову.
Гідрологічна пам'ятка природи «Новоборовське джерело» оголошена рішенням виконкому Ворошиловградської обласної ради народних депутатів № 402 від 7 грудня 1971 року.